# Franciaország az 1952. évi téli olimpiai játékokon
Franciaország a norvégiai Oslóban megrendezett 1952. évi téli olimpiai játékok egyik részt vevő nemzete volt. Az országot az olimpián 5 sportágban 26 sportoló képviselte, akik összesen 1 érmet szereztek.

## Érmesek
| Érem  | Versenyző          | Sportág     | Versenyszám |
| ----- | ------------------ | ----------- | ----------- |
| Bronz | Jacqueline du Bief | Műkorcsolya | Női egyéni  |

## Alpesisí
Férfi
| Versenyző        | Versenyszám      | 1. futam | 1. futam | 2. futam | 2. futam | Összesítés | Összesítés |
| Versenyző        | Versenyszám      | Idő      | Hely.    | Idő      | Hely.    | Idő        | Helyezés   |
| ---------------- | ---------------- | -------- | -------- | -------- | -------- | ---------- | ---------- |
| James Couttet    | Lesiklás         |          |          |          |          | 2:38,7     | 11.        |
| James Couttet    | Műlesiklás       | 1:01,1   | 6.*      | 1:01,7   | 5.       | 2:02,8     | 6.         |
| James Couttet    | Óriás-műlesiklás |          |          |          |          | 2:34,9     | 14.        |
| Guy de Huertas   | Lesiklás         |          |          |          |          | 2:54,4     | 35.*       |
| Guy de Huertas   | Műlesiklás       | 1:09,1   | 38.      | kiesett  | kiesett  | kiesett    | kiesett    |
| Guy de Huertas   | Óriás-műlesiklás |          |          |          |          | 2:35,1     | 15.        |
| Firmin Mattis    | Műlesiklás       | 1:02,0   | 12.      | 1:04,0   | 15.      | 2:06,0     | 12.        |
| Henri Oreiller   | Lesiklás         |          |          |          |          | 2:41,5     | 14.*       |
| Henri Oreiller   | Óriás-műlesiklás |          |          |          |          | 2:35,3     | 16.        |
| Maurice Sanglard | Lesiklás         |          |          |          |          | 2:45,4     | 25.        |
| Maurice Sanglard | Műlesiklás       | 1:01,4   | 8.*      | 1:08,6   | 26.      | 2:10,0     | 20.        |
| Maurice Sanglard | Óriás-műlesiklás |          |          |          |          | 2:38,0     | 23.        |

Női
| Versenyző         | Versenyszám      | 1. futam | 1. futam | 2. futam | 2. futam | Összesítés | Összesítés |
| Versenyző         | Versenyszám      | Idő      | Hely.    | Idő      | Hely.    | Idő        | Helyezés   |
| ----------------- | ---------------- | -------- | -------- | -------- | -------- | ---------- | ---------- |
| Marysette Agnel   | Lesiklás         |          |          |          |          | 1:56,8     | 22.        |
| Marysette Agnel   | Műlesiklás       | 1:07,5   | 7.       | 1:08,1   | 11.      | 2:15,6     | 7.         |
| Marysette Agnel   | Óriás-műlesiklás |          |          |          |          | 2:18,0     | 19.        |
| Andrée Bermond    | Lesiklás         |          |          |          |          | 2:03,1     | 30.        |
| Andrée Bermond    | Műlesiklás       | kizárták | kizárták | kiesett  | kiesett  | kiesett    | kiesett    |
| Andrée Bermond    | Óriás-műlesiklás |          |          |          |          | 2:15,2     | 13.        |
| Jacqueline Martel | Lesiklás         |          |          |          |          | kizárták   | kizárták   |
| Jacqueline Martel | Óriás-műlesiklás |          |          |          |          | 2:14,3     | 11.*       |

* - egy másik versenyzővel azonos eredményt ért el

## Bob
| Versenyző                                                    | Versenyszám | 1. futam | 1. futam | 2. futam | 2. futam | 3. futam | 3. futam | 4. futam | 4. futam | Összesítés | Összesítés |
| Versenyző                                                    | Versenyszám | Idő      | Hely.    | Idő      | Hely.    | Idő      | Hely.    | Idő      | Hely.    | Idő        | Helyezés   |
| ------------------------------------------------------------ | ----------- | -------- | -------- | -------- | -------- | -------- | -------- | -------- | -------- | ---------- | ---------- |
| Robert Guillard Joseph Chatelus                              | Kettes      | 1:29,68  | 17.      | 1:28,84  | 17.      | 1:28,71  | 17.      | 1:28,08  | 17.      | 5:55,31    | 17.        |
| André Robin Henri Rivière                                    | Kettes      | 1:23,22  | 6.       | 1:23,06  | 5.       | 1:22,85  | 5.       | 1:22,85  | 6.       | 5:31,98    | 5.         |
| André Robin Joseph Chatelus Louis Saint-Calbre Henri Rivière | Négyes      | 1:18,90  | 6.       | 1:19,91  | 8.       | 1:19,18  | 9.       | 1:22,75  | 14.      | 5:20,74    | 11.        |

## Műkorcsolya
| Versenyző          | Versenyszám  | Kötelező elemek   | Kötelező elemek | Kűr               | Kűr   | Összesítés                     | Összesítés                     | Összesítés                     | Összesítés                     | Összesítés                     | Összesítés                     | Összesítés                     | Összesítés                     | Összesítés                     | Összesítés        | Összesítés  | Összesítés | Összesítés |
| Versenyző          | Versenyszám  | Kötelező elemek   | Kötelező elemek | Kűr               | Kűr   | Helyezési pontszámok bírónként | Helyezési pontszámok bírónként | Helyezési pontszámok bírónként | Helyezési pontszámok bírónként | Helyezési pontszámok bírónként | Helyezési pontszámok bírónként | Helyezési pontszámok bírónként | Helyezési pontszámok bírónként | Helyezési pontszámok bírónként | Több. hely. száma | Hely. össz. | Pont       | Helyezés   |
| Versenyző          | Versenyszám  | Több. hely. száma | Hely.           | Több. hely. száma | Hely. | 1                              | 2                              | 3                              | 4                              | 5                              | 6                              | 7                              | 8                              | 9                              | Több. hely. száma | Hely. össz. | Pont       | Helyezés   |
| ------------------ | ------------ | ----------------- | --------------- | ----------------- | ----- | ------------------------------ | ------------------------------ | ------------------------------ | ------------------------------ | ------------------------------ | ------------------------------ | ------------------------------ | ------------------------------ | ------------------------------ | ----------------- | ----------- | ---------- | ---------- |
| Alain Giletti      | Férfi egyéni | 8×7+              | 7.              | 6×6+              | 7.    | 7,0                            | 7,0                            | 7,0                            | 7,0                            | 7,0                            | 7,0                            | 7,0                            | 7,0                            | 7,0                            | 9×7+              | 63,0        | 1469,1     | 7.         |
| Jacqueline du Bief | Női egyéni   | 5×4+              | 4.              | 7×2+              | 2.    | 3,0                            | 3,0                            | 2,0                            | 2,0                            | 4,0                            | 3,0                            | 2,0                            | 4,0                            | 1,0                            | 7×3+              | 24,0        | 1422,0     |            |

## Sífutás
Férfi
| Versenyző                                                 | Versenyszám     | Eredmény      | Helyezés      |
| --------------------------------------------------------- | --------------- | ------------- | ------------- |
| René Mandrillon                                           | 18 km           | 1:06:48       | 18.           |
| Gérard Perrier                                            | 18 km           | 1:09:17       | 24.*          |
| Jacques Perrier                                           | 18 km           | 1:10:33       | 33.           |
| Benoît Carrara                                            | 18 km           | nem ért célba | nem ért célba |
| Benoît Carrara                                            | 50 km           | 3:55:16       | 11.           |
| Gervais Gindre                                            | 50 km           | 4:39:31       | 28.           |
| Gérard Perrier Benoît Carrara Jean Mermet René Mandrillon | 4 × 10 km váltó | 2:31:11       | 4.            |

Női
| Versenyző        | Versenyszám | Eredmény | Helyezés |
| ---------------- | ----------- | -------- | -------- |
| Michèle Angirany | 10 km       | 54:56    | 18.      |
| Josette Baisse   | 10 km       | 51:43    | 15.      |

* - egy másik versenyzővel azonos eredményt ért el

## Síugrás
| Versenyző        | 1. ugrás | 1. ugrás | 1. ugrás | 2. ugrás | 2. ugrás | 2. ugrás | Összesítés | Összesítés |
| Versenyző        | Távolság | Pont     | Hely.    | Távolság | Pont     | Hely.    | Pont       | Helyezés   |
| ---------------- | -------- | -------- | -------- | -------- | -------- | -------- | ---------- | ---------- |
| André Monnier    | 56,0     | 90,0     | 37.      | 56,0     | 92,5     | 33.      | 182,5      | 36.*       |
| Régis Robert Rey | 56,5     | 90,5     | 36.      | 57,5     | 91,0     | 35.*     | 181,5      | 38.        |
| Henri Thiollière | 56,5     | 54,0~    | 44.      | 55,0     | 88,5     | 41.      | 142,5      | 43.        |

* - egy másik versenyzővel azonos eredményt ért el

~ - az ugrás során elesett